# Abborrtjärnen (Malungs socken, Dalarna, 673134-138127)
Abborrtjärnen är en tjärn i Malung-Sälens kommun i Dalarna och ingår i Dalälvens huvudavrinningsområde.

## Fiske
Fiskekort från Malungs FVOF krävs för personer som är 15 år eller äldre för att få fiska i tjärnen. Tjärnen har ett självproducerande fiskbestånd. Max tre fiskar får tas per dag och minimimåttet är 35 cm.